# Ojos de Rana
Ojos de Rana är en ort i Mexiko.   Den ligger i kommunen Romita och delstaten Guanajuato, i den centrala delen av landet, 300 km nordväst om huvudstaden Mexico City. Ojos de Rana ligger 1 760 meter över havet och antalet invånare är 234.
Terrängen runt Ojos de Rana är platt norrut, men söderut är den kuperad. Runt Ojos de Rana är det ganska tätbefolkat, med 116 invånare per kvadratkilometer. Närmaste större samhälle är Romita, 16,5 km nordost om Ojos de Rana. Trakten runt Ojos de Rana består till största delen av jordbruksmark.